# 2000년 런던 영화 비평가 협회상
제21회 런던 영화 비평가 협회상은 2001년 2월 15일에 열린 시상식이다.

## 수상 및 후보

### 작품상
- 존 말코비치 되기 - 스파이크 존즈 수상

### 외국어영화상
- 와호장룡 - 이안 수상

### 감독상
- 존 말코비치 되기 - 스파이크 존즈 수상

### 작가상
- 존 말코비치 되기 - 찰리 카우프만 수상

### 여우주연상
- 에린 브로코비치 - 줄리아 로버츠 수상

### 남우주연상
- 글래디에이터 - 러셀 크로우 수상

### 영국감독상
- 빌리 엘리어트 - 스티븐 달드리 수상

### 영국여우주연상
- 빌리 엘리어트 - 줄리 윌터스 수상

### 영국남우주연상
- 뒤죽박죽 - 짐 브로드벤트 수상

### 영국작가상
- 메멘토 - 크리스토퍼 놀란 수상

### 영국제작자상
- 빌리 엘리어트 - 그레그 브렌먼 외 1인 수상

### 영국남우조연상
- 에린 브로코비치 - 앨버트 피니 수상

### 영국여우조연상
- 고스포드 파크 - 헬렌 미렌 수상

### 영국신인상
- 빌리 엘리어트 - 제이미 벨 수상

### 애튼보로우 상
- 빌리 엘리어트 - 스티븐 달드리 수상